# Dominic Sena
Dominic Sena, född 26 april 1949 i Niles, Ohio, är en amerikansk filmregissör.

## Filmografi
- 1989 – Rhythm Nation 1814
- 1993 – Kalifornia
- 2000 – Gone in Sixty Seconds
- 2001 – Swordfish
- 2006 – 13 Graves (TV-serie)